# ドライブ・ハード
『ドライブ・ハード』（Drive Hard）は、2014年にオーストラリアで製作されたアクションコメディ映画。監督はブライアン・トレンチャード＝スミス。出演はジョン・キューザックとトーマス・ジェーン。

## ストーリー
オーストラリアゴールドコースト。元チャンピオン・レーサーのピーターは、妻子のために危険なレースの世界から身を引き、今では自動車教習所の教官として冴えない毎日を送っていた。ある日、彼はサイモンというアメリカ人を担当することになるが、彼は教習中に突如車を止めて銀行へと立ち寄ると、高額の債券の束を強奪しピーターが待つ車へと戻ってくる。これに驚くピーターをよそに、銀行の警備員は容赦なく二人に発砲してくるのだった。命からがらその場から逃走するピーターとサイモン。そう、サイモンはピーターの運転技術に目を付け、自身の犯行の手助けをさせるつもりだったのだ。当然これを拒否するピーターだったが、連邦警察は彼をサイモンの一味と断定し、共に逮捕しようと迫ってくる。しかもサイモンとピーターを追っているのは警察だけではなく、マフィアが雇った殺し屋も二人の命を執拗に狙ってくるのだった。自ら命を守るため、ピーターは渋々ながらサイモンの手助けをしていく。

## キャスト
※括弧内は日本語吹替
- サイモン・ケラー - ジョン・キューザック（家中宏）
- ピーター・ロバーツ - トーマス・ジェーン（落合弘治）
- ウォーカー - ゾーイ・ヴェントゥーラ（英語版）（林真里花）
- マリオ・ロッシ - クリストファー・モリス（小森創介）
- スミス - ダミアン・ガーヴェイ（英語版）（天田益男）
- テッサ・ロバーツ - イエッセ・スペンス（日野由利加）
- 銀行重役 - ジェローム・イーラーズ（英語版）（さかき孝輔）
- ブランチャード - アンドリュー・ブキャナン（田村真）
- ブラウン - ジェイソン・ワイルダー（半田裕典）
- ギルド - エイドリアン・オード（寸石和弘）
- ステイシー - フランチェスカ・ビアンキ（沖佳苗）
- 女子高生 - メグ・ルーカス（横山友香）
- ブドウ園女主人 - キャロル・バーンズ（英語版）（宮沢きよこ）
- ブドウ園男主人 - ロバート・ニューマン（小森創介）
- レベッカ - （Lynn）